# Ermes di Aigio
L'Ermes di Aigio (in greco Ερμής του Αιγίου) è una statua in marmo a grandezza naturale, raffigurante il dio greco Ermes, messaggero degli dei. Fu rinvenuta nella cittadina di Aigio, in Acaia, intorno alla metà del XIX secolo ed è attualmente conservata presso il Museo archeologico nazionale di Atene. La particolarità si riscontra nel suo stato di conservazione, date le condizioni pressoché intatte nelle quali è stata ritrovata.

## Storia
L'Ermes fu realizzato durante l'età augustea, pertanto si qualifica come scultura romana databile tra la fine del I secolo a.C. e i primi tempi del I secolo d.C., all'epoca dell'impero di Augusto. Presumibilmente si trattava di una scultura funeraria. Nel 1860 fu rinvenuta presso Aigio (antica Aegium), da cui trae il suo nome; fu successivamente acquistata dall'istituzione archeologica per 12 000 dracme.

## Descrizione
La statua, scolpita nel marmo pentelico, si presenta a grandezza naturale, essendo alta ben 171 centimetri. Sebbene si tratti di una produzione di epoca romana, mostra delle caratteristiche chiaramente riconducibili all'area di influenza lisippea.
Ermes si mostra in posizione eretta, con un evidente contrapposto: il peso, infatti, è scaricato sulla gamba sinistra, mentre la destra è rilassata e piegata all'altezza del ginocchio, portata leggermente di lato e dietro. Una clamide cade dalla sua spalla sinistra, si avvolge intorno al braccio sinistro e resta sospesa sul supporto in marmo situato accanto alla figura, che in questo caso viene scolpito con sembianze di tronco d'albero. Nella mano destra Ermes stringe un sacchetto, la cui parte superiore è andata perduta; nella sinistra impugna il caduceo, completamente mancante. La sua testa, dalla forma ideale, mostra un volto dai lineamenti duri, ed è inclinata a sinistra; le ciocche dei capelli, corti e arruffati, sono scolpite a forma di mezzaluna e incorniciano il suo viso piuttosto in basso, sulla fronte.
La figura presente delle affinità con l'Ermes di Atalanti e con l'Ermes di Andro, sebbene sia considerata di qualità inferiore.

## Galleria d'immagini

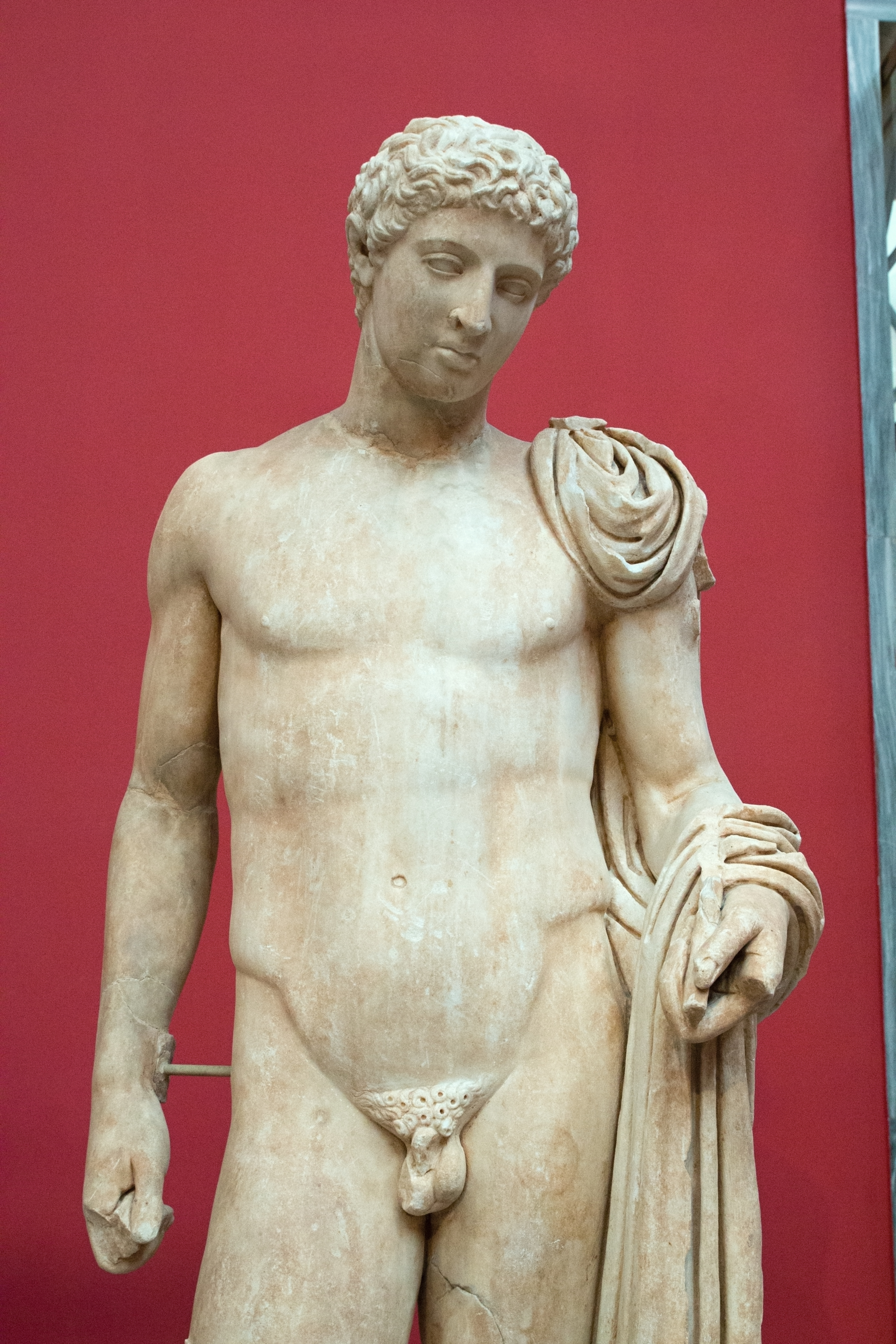
Veduta ravvicinata della statua.
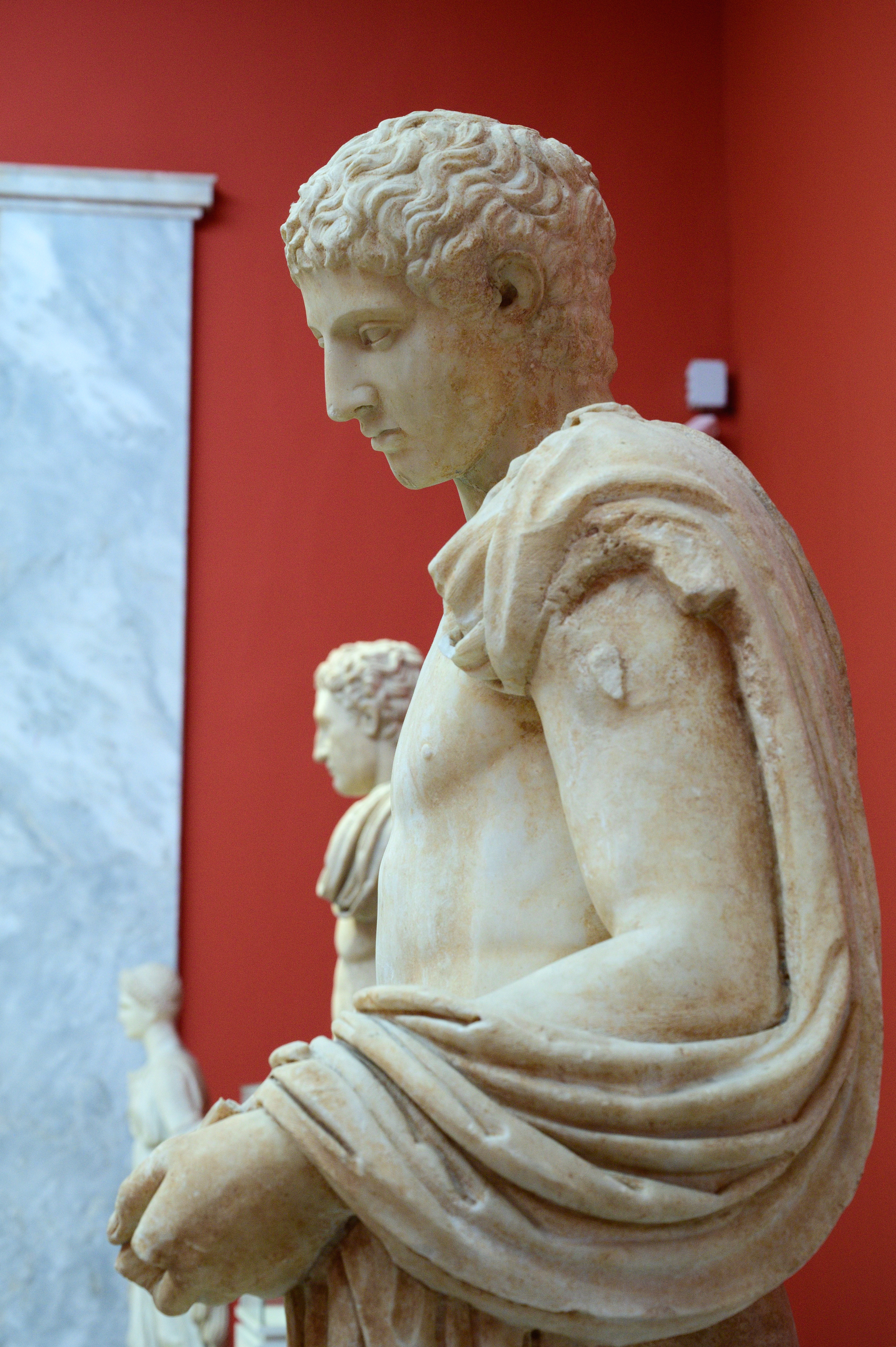
Veduta ravvicinata e laterale.
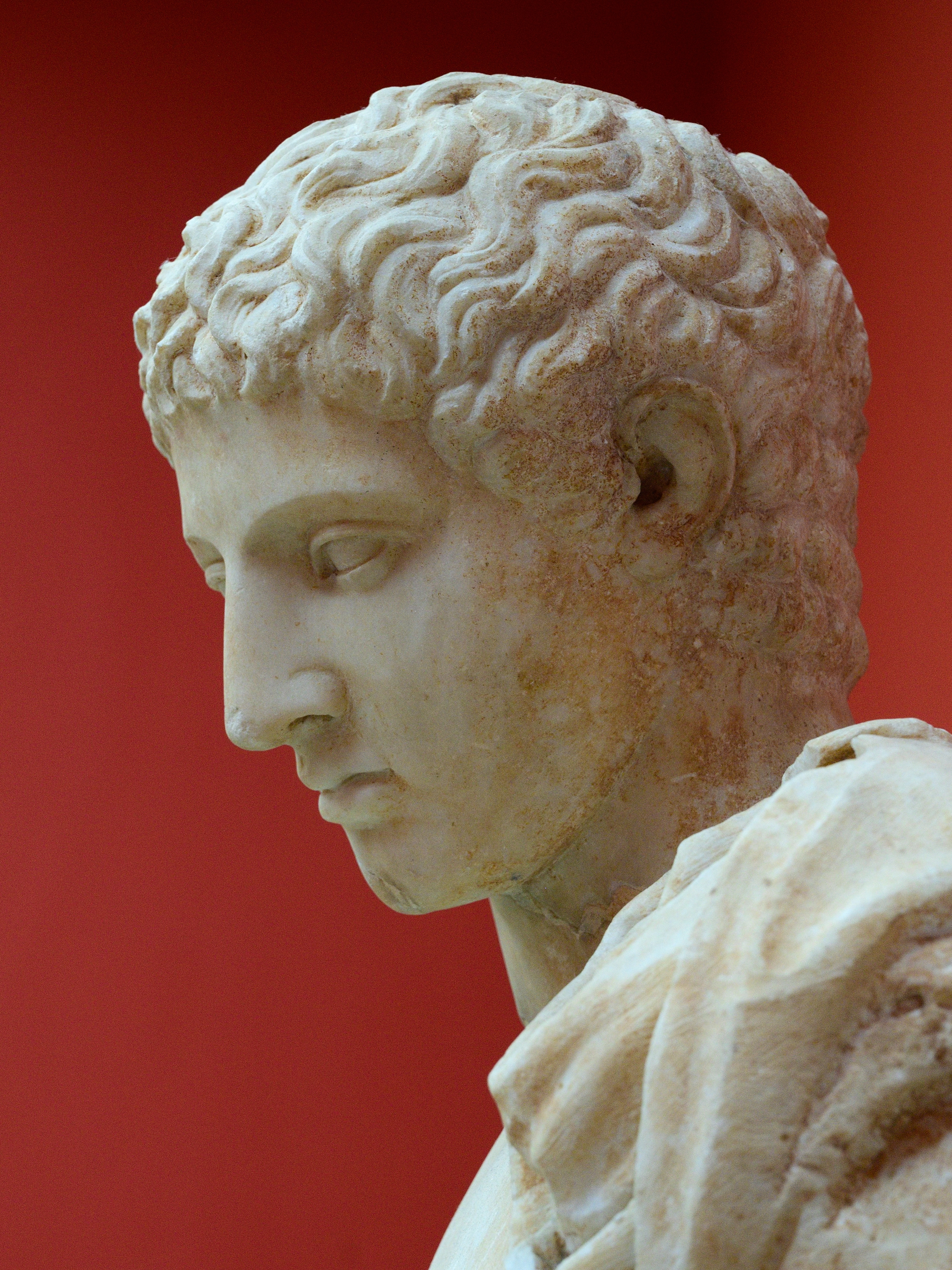
Dettaglio del volto.